# Cinema Vinyes
El Cinema Vinyes és un edifici situat a l'avinguda de Blondel, 3 de Lleida, catalogat com a bé cultural d'interès local. Des del 1989 allotja el centre cultural de la Fundació la Caixa, CaixaForum Lleida.

## Història
Va ser projectat el 1919 per Francesc de Paula Morera i Gatell, arquitecte municipal de Lleida, i inaugurat el 1920 com a Teatre Viñes, en honor del pianista lleidatà Ricard Viñes, que va venir especialment des de París per a l'ocasió. Aquest saló va acollir concerts, representacions teatrals i projeccions fins a l'any 1978.
El 1985, i després d'anys en desús, l'immoble va ser adquirit per l'Obra Social de La Caixa, i quatre anys més tard, després d'una profunda rehabilitació, es va convertir en un centre cultural. Els anys 1997 i 2004 s'hi van efectuar noves reformes.

## Descripció
Es tracta és un edifici d'ús públic amb façanes al davant i al darrere. La façana principal té una disposició de plantes sense connexió estilística, i la façana posterior té un ritme d'obertures a les tres primeres plantes. L'estructura és de murs de càrrega i estructura mixta de ferro. El parament és de pedra al sòcol i maó vist que devia ésser arrebossat.
Avui dia disposa d'una sala d'exposicions, un auditori amb una capacitat de 226 places i dues sales polivalents amb 50 places cadascuna.